# AO Cassiopeiae
AO Cassiopeiae är en ellipsoidisk variabel (ELL/KE) i stjärnbilden Cassiopeja.
AO Cas varierar i visuell magnitud mellan 6,07 och 6,24 med en period av 3,523487 dygn.